# 戚蓼生
戚蓼生（？—？），字念功，号晓堂，浙江湖州府德清人，清朝政治人物。

## 生平
戚振鹭子。乾隆三十四年（1769年）己丑科进士，授刑部主事，遷升為郎中。乾隆三十九年（1774年）擔任四川副主考，乾隆四十二年（1777年）擔任河南正主考，乾隆四十七年（1782年）出任江西南康府知府，擢拔為福建按察使。强干有吏才，公事一定辦完才肯下班。以劳瘁卒於任上。有《石头记序》。